# 伊玛目萨迪克大学
伊玛目萨迪克大学（波斯語：‎）是一所伊斯兰私立大學，地处伊朗德黑兰。伊玛目萨迪克大学成立于1982年，目标是弥合伊斯兰研究与现代研究尤其是人文学科之间的差距，并致力于培训宣扬伊斯兰教的政治家和法学家。